# Józef Pius Dziekoński
Józef Pius Dziekoński (* 5. Mai 1844 in Płock; † 4. Februar 1927 in Warschau) war ein polnischer Architekt, Denkmalpfleger und Hochschullehrer. Er entwarf vorwiegend Sakralbauten und vertrat den Stil des Historismus. Er gilt als Wegbereiter des Weichsel-Ostsee-Stils (polnisch: Styl wiślano-bałtycki).

## Leben
In Płock geboren, besuchte er die Schule der Schönen Künste in Warschau, die er 1866 abschloss. Im Anschluss studierte er an der Kunstakademie in St. Petersburg, wo er 1871 das Diplom eines Architekten III. Klasse erhielt. Im Jahr 1863 hatte er am Januaraufstand teilgenommen.
Erste Arbeiten entstanden in Zusammenarbeit mit den Architekten E. Lilpop und E. Cichocki; später entwarf er alleine rund 50 Kirchen im Königreich Polen, zumeist im Warschauer Umfeld, darunter die Florianskirche in Warschau-Praga, die Stanislaus-Kirche in Warschau-Wola und die Karl Borromäus-Kirche in Warschau-Powązki. Sein bevorzugter Baustil bei Sakralbauten war die Neogotik.
Dziekoński war von 1815 bis 1817 der erste Dekan der Architekturfakultät der Technischen Universität Warschau und Mitbegründer der Gesellschaft zum Schutz historischer Denkmäler (polnisch: Towarzystwo Opieki nad Zabytkami Przeszłości) und ab 1893 Mitarbeiter in der Kommission zur Erforschung der Kunstgeschichte in Polen (polnisch: Komisja do Badania Historii Sztuki w Polsce).
Zu Dziekońskis Schülern gehörten Franciszek Lilpop, Zdzisław Mączeński und Ludwik Panczakiewicz. Er war Träger des Polonia Restituta-Ordens sowie des Gregoriusorden. 1919 wurde ihm die Ehrendoktorwürde der Politechnika in Lemberg verliehen.

## Bauten (Auswahl)
- Umbau der Alexanderkirche am Plac Trzech Krzyży (1886–1895)
- Haus des Karol Scheibler (poln.: Kamienica Karola Scheiblera) an der Ulica Trębacka in Warschau (1894)
- Park um das Adam-Mickiewicz-Denkmal (Warschau), 1898
- Bau des neogotischen Dziekoński-Hauses in den Aleje Ujazdowskie (1890–1900)
- Haus unter den Sirenen (poln.: Dom "Pod Syrenami") an der Ulica Marszałkowska, Warschau (um 1910)
- Bau der katholischen Erlöserkirche (poln.: Kościół Najświętszego Zbawiciela) in Warschau (zu Beginn des 20. Jahrhunderts)
- Projekt zum Bau des Verwaltungsgebäudes des Jesuskind-Krankenhauses (poln.: Szpital Dzieciątka Jezus) an der Ulica Lindeya, Warschau (in den 1930er Jahren)